# 水島努
水島 努（みずしま つとむ、1965年（昭和40年）12月6日 - ）は、日本の男性アニメーション監督、音響監督。北海道千歳市生まれ、長野県東筑摩郡波田町（現・松本市）出身。

## 来歴
長野県松本美須々ヶ丘高等学校卒業。高校時代には自主映画を制作していた。高校卒業時は音楽教師志望だったが、浪人し続けたため進学を断念、1986年にシンエイ動画に就職する。当初の志望から後に作詞・作曲を手がけるようになる。1986年の『ドラえもん』「けしきカッター」の制作進行でアニメデビュー。以後、『エスパー魔美』『チンプイ』などで制作進行を務めた後、1991年に『美味しんぼ』の第120話「ジャンボ茶碗蒸し」で初演出を担当。『美味しんぼ』で勝手なことをやったことから（本人曰く）企業内失業の状態に陥る。制作進行に降格して『ドラミちゃん ハロー恐竜キッズ!!』を担当したのち、1994年の映画『クレヨンしんちゃん ブリブリ王国の秘宝』にて監督である本郷みつるが周囲の反対を押し切って演出助手として起用。その流れで同年から『クレヨンしんちゃん』のテレビシリーズに参加した。1998年12月25日に放送された「石像の恩返しだゾ」ではアニメで初めて脚本を手がけ、同時に絵コンテと演出も兼任している。
1999年、短編映画『クレしんパラダイス!メイド・イン・埼玉』で監督デビューし、2001年に『ジャングルはいつもハレのちグゥ』でテレビ初監督を務める。水鳥満月名義で池端隆史の作品の手伝いも行っている。2004年8月20日にシンエイ動画を退社し、その後はフリーランスとして、J.C.STAFF、P.A.WORKS、Production I.G等の作品で監督を務めている。
2013年12月、第18回アニメーション神戸賞・個人賞を受賞する。初の完全オリジナル作品『ガールズ&パンツァー』が「アニメで町おこし」の成功例として各種メディアで取り上げられたことと、ギャグアニメからシリアスものや青春ドラマまで幅広い作品を手掛け、自ら作詞や作曲まで手掛ける多才さが、贈賞理由に挙げられている。
『オトナアニメ』スーパーバイザーの多根清史によると、水島は2015年において日本で最も忙しかったアニメ監督の1人であり、特に2010年以降は幅広いジャンルの原作ものアニメを成功させた上に『ガールズ&パンツァー』と『SHIROBAKO』のオリジナル2本を成功させたオールラウンダーであるという。一方で器用すぎて作家性が見えにくいとも言えるが、誰にも真似できないレベルまで突き抜けた、お客さんを見据えたサービス精神に水島の作家性があるのだという。
2016年、第47回星雲賞メディア部門を『ガールズ&パンツァー 劇場版』で受賞する。

## 人物
- 映画監督の山崎貴は、高校時代に自主映画を撮っていたころの1学年上の先輩。1999年に水島が『クレしんパラダイス!メイド・イン・埼玉』を監督する際に、山崎に『タイタニック』のパロディでタイタニック号のCGを作るように頼んだことがあったが、発注額が6万円で交渉が決裂して実現しなかった。2009年になり、『嵐を呼ぶ アッパレ!戦国大合戦』の実写化作品、『BALLAD 名もなき恋のうた』では脚本協力として関わっており、水島はエキストラとして出演する話があったが、原案の原恵一が来ないということになり水島の出演もなくなった[13][14]。
- 監督作品『よんでますよ、アザゼルさん。』においては、主役声優の小野坂昌也から、短い尺の中に原作の台詞をカットする事無く全て入れるよう指示されること、原作の下ネタや過激なギャグを可能な限り入れ込もうという姿勢、劇中劇のオープニング映像の製作や挿入歌の製作とその振付に過剰に力を入れる姿勢から「クレイジーボーイ」と呼ばれた（WEBラジオ、BD第１巻特典DJCD）。さらに『よんでますよ、アザゼルさん。Z』第9・10話では、登場するキャラクター、悪魔サルガタナスが口にボールギャグを装着していることから、その声を担当した金田朋子にも本当にボールギャグを装着させてアフレコを行わせた。この経緯は自身のTwitterで言及している[15]。
- 妹は結婚式のウエディングデザイナーをやっている[16]。

## 参加作品

### テレビアニメ
1987年
- ドラえもん（-2005年、制作進行）
- エスパー魔美（-1989年、制作進行）

1989年
- チンプイ（-1991年、制作進行）
- 美味しんぼ（-1992年、文芸・演出・演出助手）

1992年
- クレヨンしんちゃん（-2005年、脚本・絵コンテ・演出）

2001年
- ジャングルはいつもハレのちグゥ（監督・脚本・絵コンテ・演出）

2004年
- げんしけん（シリーズ構成・脚本・絵コンテ）
- くじびきアンバランス（構成・絵コンテ）
- 光と水のダフネ（OP絵コンテ・演出） ※水鳥満月名義。

2006年
- xxxHOLiC（監督・脚本・絵コンテ・演出・OP/ED絵コンテ・演出）
- くじびき♥アンバランス（監督・絵コンテ・演出・OP絵コンテ/演出）

2007年
- おおきく振りかぶって（監督・脚本・絵コンテ・演出）

2008年
- xxxHOLiC◆継（監督・脚本・絵コンテ・演出・OP/ED絵コンテ・演出）
- 薬師寺涼子の怪奇事件簿（OP絵コンテ・演出）
- ケメコデラックス!（監督・OP曲&ED曲作詞・脚本・絵コンテ・演出・OP/ED絵コンテ・演出）

2010年
- こばと。（脚本）
- おおきく振りかぶって 〜夏の大会編〜（監督・脚本・絵コンテ・演出・ED絵コンテ/演出）
- 侵略!イカ娘（監督・脚本・絵コンテ・演出・ED絵コンテ/演出）

2011年
- よんでますよ、アザゼルさん。（監督・絵コンテ・演出・OP絵コンテ/演出・挿入歌作詞）
- BLOOD-C（監督・絵コンテ・演出・ED絵コンテ/演出）
- 侵略!?イカ娘（総監督・脚本・レディオ体操作詞/振り付け）

2012年
- Another（監督・絵コンテ・演出・OP絵コンテ）
- じょしらく（監督・脚本・絵コンテ・演出・ED絵コンテ/演出）
- ガールズ&パンツァー（-2013年、監督・絵コンテ・演出・ED絵コンテ/演出・あんこう音頭作曲/振り付け）

2013年
- キューティクル探偵因幡（ED絵コンテ/演出）
- よんでますよ、アザゼルさん。Z（監督・絵コンテ・演出・挿入歌作詞）
- げんしけん 二代目（監督・音響監督・絵コンテ・演出）

2014年
- ウィッチクラフトワークス（監督・シリーズ構成・脚本・絵コンテ・演出・ED絵コンテ/演出）
- SHIROBAKO（-2015年、監督・音響監督・絵コンテ・演出・ED絵コンテ/演出）

2015年
- 監獄学園（監督・音響監督・絵コンテ・演出）

2016年
- 迷家-マヨイガ-（監督・音響監督・絵コンテ・演出・ED絵コンテ/演出）

2019年
- 荒野のコトブキ飛行隊（監督・音響監督・絵コンテ・演出）

2024年
- 終末トレインどこへいく?（監督・音響監督・脚本・絵コンテ・演出・ED絵コンテ/演出・挿入歌作詞）

### 劇場アニメ
1987年
- ドラえもん のび太と竜の騎士（制作進行）

1988年
- エスパー魔美 星空のダンシングドール（制作進行）

1989年
- ドラミちゃん ミニドラSOS!!!（制作進行）

1990年
- チンプイ エリさま活動大写真（制作進行）

1991年
- ドラミちゃん アララ♥少年山賊団!（制作進行）

1993年
- ドラミちゃん ハロー恐竜キッズ!!（制作進行）

1994年
- クレヨンしんちゃん ブリブリ王国の秘宝（演出助手）

1995年
- クレヨンしんちゃん 雲黒斎の野望（演出助手）

1996年
- クレヨンしんちゃん ヘンダーランドの大冒険（演出助手）

1997年
- クレヨンしんちゃん 暗黒タマタマ大追跡（演出）

1998年
- クレヨンしんちゃん 電撃!ブタのヒヅメ大作戦（演出）

1999年
- クレヨンしんちゃん 爆発!温泉わくわく大決戦（絵コンテ・演出）
- クレヨンしんちゃん クレしんパラダイス!メイド・イン・埼玉（監督・脚本・絵コンテ/私のささやかな喜び作詞・作曲）

2000年
- クレヨンしんちゃん 嵐を呼ぶジャングル（絵コンテ・演出）

2001年
- クレヨンしんちゃん 嵐を呼ぶ モーレツ!オトナ帝国の逆襲（絵コンテ・演出）

2002年
- クレヨンしんちゃん 嵐を呼ぶ アッパレ!戦国大合戦（絵コンテ・演出）

2003年
- クレヨンしんちゃん 嵐を呼ぶ 栄光のヤキニクロード（監督・脚本・絵コンテ）

2004年
- クレヨンしんちゃん 嵐を呼ぶ!夕陽のカスカベボーイズ（監督・脚本・絵コンテ）

2005年
- 劇場版xxxHOLiC 真夏ノ夜ノ夢（監督・絵コンテ・演出）

2015年
- ガールズ&パンツァー 劇場版（監督・絵コンテ・演出・挿入歌作曲）

2020年
- 劇場版 SHIROBAKO（監督・音響監督・絵コンテ・演出・挿入歌作詞）
- 荒野のコトブキ飛行隊 完全版（監督・音響監督）

### OVA
2002年
- ジャングルはいつもハレのちグゥ デラックス（監督・脚本・絵コンテ・演出）

2003年
- ジャングルはいつもハレのちグゥ FINAL（監督・脚本・絵コンテ・演出）

2005年
- 撲殺天使ドクロちゃん（監督・脚本・絵コンテ・演出・OP絵コンテ/演出/曲作詞・ED絵コンテ/演出）
- いちご100%（構成・脚本）

2006年
- 大魔法峠（監督・脚本・絵コンテ・演出・OP絵コンテ/演出/曲作詞/・ED絵コンテ/演出）
- げんしけん（監督）

2007年
- 撲殺天使ドクロちゃん2（セカンド）（監督・脚本・OP絵コンテ/演出/曲作詞・ED絵コンテ/演出/曲作曲）

2009年
- xxxHOLiC◆春夢記（1）（監督・絵コンテ・演出）
- xxxHOLiC◆春夢記（2）（監督・絵コンテ・演出）

2010年
- ムダヅモ無き改革 -The Legend of KOIZUMI-（監督・脚本・絵コンテ・演出・OP絵コンテ/演出）
- xxxHOLiC◆籠（監督・絵コンテ・演出）
- よんでますよ、アザゼルさん。泣き牛編 第四巻（監督・絵コンテ・演出）
- よんでますよ、アザゼルさん。セーヤ編 第五巻（監督・絵コンテ・演出）

2012年
- よんでますよ、アザゼルさん。ルシファー編 第八巻（監督）
- 侵略!!イカ娘（絵コンテ・演出）

2014年
- ガールズ&パンツァー これが本当のアンツィオ戦です！（監督・ED絵コンテ/演出）

2017年
- ガールズ&パンツァー 最終章 第1話（-2023年、監督・絵コンテ・演出・ED絵コンテ/演出・挿入歌作詞/作曲）

2019年
- ガールズ&パンツァー 最終章 第2話（-2023年、監督・絵コンテ・演出・ED絵コンテ/演出・挿入歌作詞/作曲）

2021年
- ガールズ&パンツァー 最終章 第3話（-2023年、監督・絵コンテ・演出・ED絵コンテ/演出・挿入歌作詞/作曲）

2023年
- ガールズ&パンツァー 最終章 第4話（-2023年、監督・絵コンテ・演出・ED絵コンテ/演出・挿入歌作詞/作曲）

### Webアニメ
2011年
- +チック姉さん（監督・音響監督・絵コンテ・演出・OPコンテ/演出）

### ドラマCD
2009年
- 森口織人の陰陽道（シナリオ・音響監督）

### 小説
2006年
- 撲殺天使ドクロちゃんです（共著）

### 実写映画
2009年
- BALLAD 名もなき恋のうた（脚本協力）